# Cisterna d’Asti
Cisterna d’Asti ist eine italienische Gemeinde in der Provinz Asti (AT), Region Piemont.

## Lage und Einwohner
Cisterna d’Asti liegt 23 km südwestlich von der Provinzhauptstadt Asti entfernt, an der Grenze zur Provinz Cuneo. Zur Gemeinde zählen noch die Dörfer und Weiler (Frazioni) San Matteo, Saretto, Scaglia, Valmellana und Valzeglio. Das Gemeindegebiet umfasst eine Fläche von zehn km² und hat 1195 Einwohner (Stand 31. Dezember 2023). Die Gemeinde gehört, als einzige der Provinz Asti, zum Roero.
Die Nachbargemeinden sind Canale, Ferrere, Montà und San Damiano d’Asti.

## Geschichte
Im Mittelalter war Cisterna ein wichtiger befestigter Ort. Ab der ersten Hälfte des 12. Jahrhunderts gelangte es in den Besitz des Bischofs von Asti und wurde 1242 an die Gemeinde Asti verkauft. Nach verschiedenen Wechseln ging es 1538 an Gian Francesco della Rovere. Nach einer Zeit der Rückgabe an den Heiligen Stuhl wurde Cisterna 1650 an Francesco Dal Pozzo, Marquis von Voghera, verkauft. Der Name Cisterna leitet sich vom lateinischen Wort cisterna ab, was Brunnen, Lagerstätte bedeutet.

## Kulinarische Spezialitäten
In Cisterna d’Asti werden auch Reben der Sorte Barbera für den Barbera d’Asti, einen Rotwein mit DOCG Status angebaut.